# Deuringen
Deuringen ist ein Gemeindeteil von Stadtbergen am Westrand von Augsburg in Bayern. Bis zum Zusammenschluss mit Leitershofen und Stadtbergen, der am 1. Mai 1978 wirksam wurde, war Deuringen eine selbstständige Gemeinde.

## Ortsbeschreibung
Das Kirchdorf Deuringen liegt am Rande der westlichen Wälder. Es ist von Stadtbergen aus über die Deuringer Straße etwa einen Kilometer in Richtung Westen zu erreichen. Diese führt links und rechts an einem Golfplatz vorbei und zeigt besonders zum Ortseingang hin eine deutliche Steigung. Als Allgäuer Straße teilt sie sich dann in die Kapellenstraße links und die Sandbergstraße rechts. Letztere führt wiederum als Deuringer Straße am nordwestlichen Ende wieder aus Deuringen heraus und weiter nach Steppach.
Im Zentrum des Ortes befinden sich am Dorfplatz die St.-Josephs-Kapelle und die katholische Kirche St. Gabriel. In der 1721 erbauten Kapelle finden auch heute noch zu besonderen Anlässen kleinere Gottesdienste statt.
Das Deuringer Gebiet liegt auf einer Anhöhe und wird begrenzt durch die westlichen Wälder im Westen und den ehemaligen amerikanischen Standortübungsplatz im Norden und Süden. Durch den Golfplatz im Osten ist Deuringen daher zurzeit umrahmt von Naturflächen und Waldgebieten und ist sehr häufig der Startpunkt von Wanderern und Radfahrern aus dem Augsburger Raum.
Es gibt (Stand Januar 2008) bis auf einige gastronomische Betriebe keine größere Industrie- oder Gewerbeansiedlung in Deuringen.

## Einrichtungen und Vereine
In Deuringen gibt es ein kleines Krankenhaus am Waldrand, in dem Innere Medizin, Naturheilkunde und klassische Homöopathie praktiziert wird. Außerdem gibt es den Sport- und Kulturverein TSV Deuringen mit Tennisplätzen, die SpVgg Deuringen und den Obst- und Gartenbauverein Deuringen. Es gibt auch einen Kindergarten, die Freiwillige Feuerwehr Deuringen, die katholische Kirche und eine Kapelle.
Zu den kulturellen Veranstaltungen zählen neben den diversen sportlichen Meisterschaften und dem Christkindelsmarkt, das „Johannisfeuer“ eine traditionelle Veranstaltung und der „Deuringer Meister“ eine Gemeinschaftsveranstaltung aller Deuringer Vereine und Gruppen.

### TSV Deuringen 1900 e. V.
Der TSV Deuringen ist ein Sport- und Kulturverein mit über hundertjähriger Tradition. Er hat eine neu gebaute, moderne Sporthalle mit Gymnastik- und Ballettsaal, die durch ihre Lage am Wald eine einzigartige Atmosphäre besitzt. Dazu gibt es eine hochwertige, renovierte Halle mit Bühne für Sport und Kultur und eine schöne, am Waldrand gelegene Tennisanlage mit eigenem Sportheim.

### SpVgg Deuringen e. V.
Die SpVgg Deuringen wurde am 22. Januar 1950 gegründet und bietet seitdem allen Fußballbegeisterten im Stadtberger Ortsteil Deuringen eine Anlaufstelle. Seit 1977 existiert außerdem eine erfolgreiche Kegelabteilung. Die Abteilungen Theater und Fitness & Freizeit runden das Programm der SpVgg Deuringen ab. Zu den Höhepunkten der jüngeren Vereinsgeschichte zählen der Aufstieg der Fußball-Herrenmannschaft in die Kreisliga Augsburg im Jahr 2008 sowie der Aufstieg der 1. Herrenmannschaft der Kegler in die Bezirksliga im Jahr 2007.

## Sehenswürdigkeiten

### Naturpark „Westliche Wälder“
Die westlichen Wälder bieten ein erholsames und ruhiges Naturerlebnis und Ausflugsziel zum Spazieren, Fahrradfahren und Wandern.

### St.-Josephs-Kapelle und St.-Gabriels-Kirche
Die St.-Josephs-Kapelle wurde 1721 erbaut und 1989 renoviert.
Über 200 Jahre lang war die St.-Josephs-Kapelle für die Deuringer Katholiken der Gottesdienstraum, in dem nur unter der Woche ein Gottesdienst gefeiert wurde. An den Sonn- und Feiertagen mussten die Deuringer Katholiken nach Stadtbergen, in die Pfarrkirche St. Nikolaus pilgern. Am 12. November 1961 wurde schließlich die St.-Gabriels-Kirche von Bischof Freundorfer feierlich eingeweiht. Seit diesem Weihetag können die Deuringer Gläubigen auch an den Sonn- und Feiertagen in ihrem Dorf Gottesdienste feiern.

### Ziehbrunnen
Der Ziehbrunnen befindet sich im Zentrum Deuringens. Er liegt an der Straße und ist für jeden Besucher erreichbar und bietet auch Sitzgelegenheiten für längere Aufenthalte. Der Ziehbrunnen ist ebenfalls Namensgeber für eine Straße in Deuringen.